# 尹浩
尹浩（1959年8月27日—），男，籍贯山东日照，生于江苏南京，中国通信网络领域专家，军事科学院系统工程研究院研究员，曾任该所总工程师、副所长。中国科学院院士。

## 生平
1959年出生于江苏南京，籍贯山东日照，1982年毕业于南京邮电大学，1987年获南京邮电大学硕士学位，1999年获北京理工大学博士学位。

## 荣誉
2013年当选为中国科学院院士。